# ستانيسواف فيسبيانسكي
كان ستانيسواف ماتيوش إغناتسي فيسبيانسكي (15 يناير عام 1869 - 28 نوفمبر عام 1907) كاتبًا مسرحيًا ورسامًا وشاعرًا بولنديًا، وذلك بالإضافة إلى عمله في مجال تصميم الديكور الداخلي والأثاث. يرجع له الفضل في تأليف مجموعة من الأعمال الدرامية الرمزية والوطنية الواقعة في إطار الفلسفة الفنية لحركة بولندا الفتاة، وذلك نظرًا لخلفيته ككاتب وطني.
كان فيسبيانسكي من أبرز الفنانين الذين تميزوا بتعدد مواهبهم خلال الحقبة التي شهدت وقوع بولندا تحت براثن التقسيمات الخارجية. نجح فيسبيانسكي في الجمع ما بين صيحات الحداثة والمواضيع الفلكلورية البولندية التقليدية والتاريخ الرومانسي. وحمل لقب شاعر (بَرْد) بولندا الرابع بصفة غير رسمية (إلى جانب الشعراء الثلاثة السابقين: آدم ميتسكيفيتش، ويوليوس سوفاتسكي، وزيغمونت كراشينسكي).

## السيرة الشخصية
ولد ستانيسواف فيسبيانسكي لفرانشيشك فيسبيانسكي وماريا روغوفسكا. وكان لدى والده، الذي عمل كنحات، ورشة عمل تقع في دار دوغوش على سفح تلة فافل. فارقت والدته الحياة جراء إصابتها بمرض السل حين كان ستانيسواف في السابعة من عمره في عام 1876. لم يستطع والد ستانيسواف الوفاء بمسؤولياته الأبوية نظرًا لمشاكله المرتبطة بتعاطيه للكحول. بادرت كل من عمته يوانا ستانكيفيتشوفا وزوجها كاجيميش إلى تبنيه. انتمت عائلة ستانكيفيتش إلى الطبقة البرجوازية المثقفة. تعرف فيسبيانسكي على الرسام يان ماتيكو الذي تردد على منزلهما. سرعان ما أدرك ماتيكو تمتع الصبي بموهبة فنية فذة، وكان أول من قدم له توجيهًا فنيًا. التحق فيسبيانسكي بمدرسة سانت آن الثانوية. كانت المدرسة فريدة من نوعها لأسباب عدة: أولًا، كانت المحاضرات في مدرسة سانت آن تلقى باللغة البولندية، وذلك رغم حظر استخدام اللغة البولندية ضمن المؤسسات التعليمية في ظل الحكم الأجنبي. وثانيًا أنه وقع على عاتق المعلمين تزويد الطلاب بمعرفة شاملة في التاريخ والأدب البولنديين. وثالثًا، اعتُبر العديد من خريجي هذه المدرسة من بين الشخصيات البارزة في الحياة الثقافية في مدينة كراكوف، ومن جملتهم لوتسيان ريدل، وستانيسواف إسترايخر، وخنريك أوبينسكي. أولى فيسبيانسكي اهتمامًا خاصًا بالفن والأدب حين كان طالبًا. أنجز ستانيسواف خلال شبابه لوحات لأكواخ صغيرة وحيوانات ونباتات ودروع وزخارف بحسب ما ذكرته يوانا ستانكيفيتشوفا. كذلك أتى فيسبيانسكي بتفسير درامي للوحة ماتيكو ستيفان «باتوري بود سكوفم» (باثوري في بسكوف).
التحق فيسبيانسكي بكلية الفلسفة في جامعة ياغيلونيا وكلية الفنون الجميلة في كراكوف سنة 1887. وكان يتردد على عدد من المحاضرات في مجالات الفن والتاريخ والأدب خلال فترة دراسته في الجامعة. سرعان ما أدرك عميد كلية الفنون الجميلة، يان ماتيكو، موهبة فيسبيانسكي وطلب منه المشاركة في إنجاز لوحة متعددة الألوان في كنيسة مارياتسكي.
كانت الفترة ما بين عام 1890 وعام 1895 مكرسةً للسفر. زار فيسبيانسكي كلًا من إيطاليا وسويسرا وألمانيا وبراغ وفرنسا. مثلت فترة إقامته في فرنسا نقطة تحول رئيسية على صعيد مسيرته الفنية. إذ درس في أكاديمية كولاروسي الخاصة. تقدم فيسبيانسكي بطلب للحصول على منحة دراسية نظرًا لأن رسومه الدراسية كانت باهظة للغاية. تعرف على بول غوغان خلال فترة إقامته في فرنسا. زار الاثنان عددًا من المتاحف الفنية حيث أسره جمال لوحات بيير بوفيس دي شافان. كذلك تردد على عدد من العروض المسرحية المستوحاة من مسرحيات شكسبير ومسرحيات الحقبة الكلاسيكية.